# Golden Globe du meilleur film musical ou de comédie

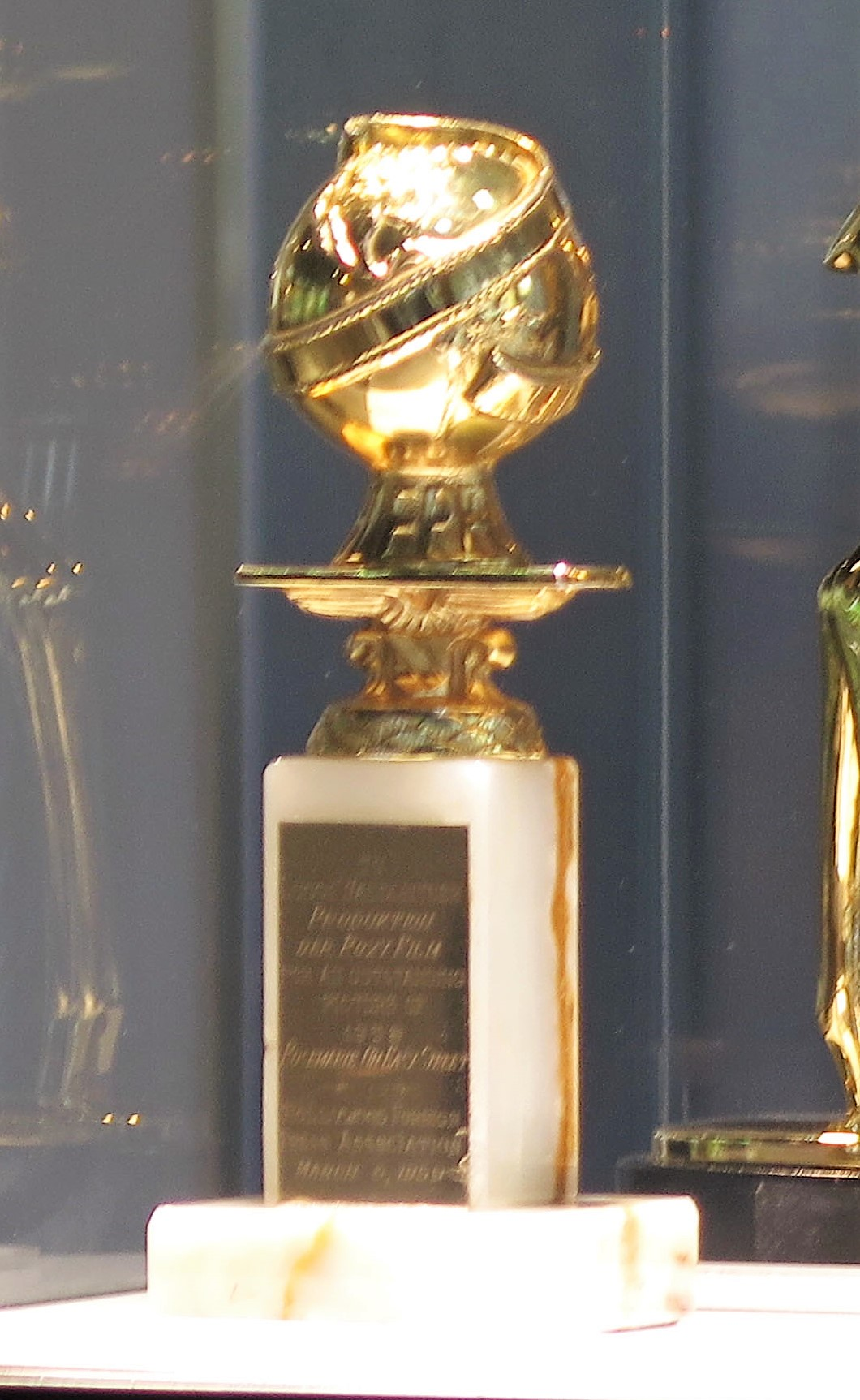
Un Golden Globe

Le Golden Globe du meilleur film musical ou de comédie (Golden Globe Award for Best Motion Picture – Musical or Comedy) est une récompense cinématographique décernée annuellement depuis 1952 par la Hollywood Foreign Press Association.
Cette récompense est née de la scission du Golden Globe du meilleur film (Golden Globe Award for Best Picture) décerné de 1944 à 1951 et exceptionnellement en 1954. 
De 1959 à 1963, la récompense a été scindée en deux catégories : Golden Globe du meilleur film musical (Picture - Musical) et Golden Globe de la meilleure comédie (Picture - Comedy).

## Palmarès
Note : Les symboles « ♕ » et « ♙ » indiquent respectivement une victoire et une nomination simultanée à l'Oscar du meilleur film la même année.

### Années 1950
| Année | Film                                              | Film                                              | Réalisateur(s)                                    | Réalisateur(s)                                    | Producteur(s)                                     | Producteur(s)                                                   |
| ----- | ------------------------------------------------- | ------------------------------------------------- | ------------------------------------------------- | ------------------------------------------------- | ------------------------------------------------- | --------------------------------------------------------------- |
| 1952  | Un Américain à Paris                              | Un Américain à Paris                              | Vincente Minnelli                                 | Vincente Minnelli                                 | Arthur Freed                                      | Arthur Freed                                                    |
| 1953  | Un refrain dans mon cœur                          | Un refrain dans mon cœur                          | Walter Lang                                       | Walter Lang                                       | Lamar Trotti                                      | Lamar Trotti                                                    |
| 1953  | Chantons sous la pluie                            | Chantons sous la pluie                            | Stanley Donen, Gene Kelly                         | Stanley Donen, Gene Kelly                         | Arthur Freed                                      | Arthur Freed                                                    |
| 1953  | La Femme de mes rêves                             | La Femme de mes rêves                             | Michael Curtiz                                    | Michael Curtiz                                    | Louis F. Edelman                                  | Louis F. Edelman                                                |
| 1953  | Hans Christian Andersen et la Danseuse            | Hans Christian Andersen et la Danseuse            | Charles Vidor                                     | Charles Vidor                                     | Samuel Goldwyn                                    | Samuel Goldwyn                                                  |
| 1953  | La Parade de la gloire                            | La Parade de la gloire                            | Henry Koster                                      | Henry Koster                                      | Lamar Trotti                                      | Lamar Trotti                                                    |
| 1954  | Non décerné (voir Golden Globe du meilleur film). | Non décerné (voir Golden Globe du meilleur film). | Non décerné (voir Golden Globe du meilleur film). | Non décerné (voir Golden Globe du meilleur film). | Non décerné (voir Golden Globe du meilleur film). | Non décerné (voir Golden Globe du meilleur film).               |
| 1955  | Carmen Jones                                      | Carmen Jones                                      | Otto Preminger                                    | Otto Preminger                                    | Otto Preminger                                    | Otto Preminger                                                  |
| 1956  | Blanches Colombes et Vilains Messieurs            | Blanches Colombes et Vilains Messieurs            | Walter Lang                                       | Walter Lang                                       | Lamar Trotti                                      | Lamar Trotti                                                    |
| 1957  | Le Roi et moi                                     | Le Roi et moi                                     | Walter Lang                                       | Walter Lang                                       | Charles Brackett, Darryl F. Zanuck                | Charles Brackett, Darryl F. Zanuck                              |
| 1957  | Arrêt d'autobus                                   | Arrêt d'autobus                                   | Joshua Logan                                      | Joshua Logan                                      | Buddy Adler                                       | Buddy Adler                                                     |
| 1957  | La Petite Maison de thé                           | La Petite Maison de thé                           | Daniel Mann                                       | Daniel Mann                                       | Jack Cummings                                     | Jack Cummings                                                   |
| 1957  | Le Sexe opposé                                    | Le Sexe opposé                                    | David Miller                                      | David Miller                                      | Joe Pasternak                                     | Joe Pasternak                                                   |
| 1957  | Une Cadillac en or massif                         | Une Cadillac en or massif                         | Richard Quine                                     | Richard Quine                                     | Fred Kohlmar                                      | Fred Kohlmar                                                    |
| 1958  | Les Girls                                         | Les Girls                                         | George Cukor                                      | George Cukor                                      | Saul Chaplin, Sol C. Siegel                       | Saul Chaplin, Sol C. Siegel                                     |
| 1958  | Ariane                                            | Ariane                                            | Billy Wilder                                      | Billy Wilder                                      | Billy Wilder                                      | Billy Wilder                                                    |
| 1958  | La Belle de Moscou                                | La Belle de Moscou                                | Rouben Mamoulian                                  | Rouben Mamoulian                                  | Arthur Freed                                      | Arthur Freed                                                    |
| 1958  | La Blonde ou la Rousse                            | La Blonde ou la Rousse                            | George Sidney                                     | George Sidney                                     | Fred Kohlmar                                      | Fred Kohlmar                                                    |
| 1958  | Prenez garde à la flotte                          | Prenez garde à la flotte                          | Charles Walters                                   | Charles Walters                                   | Lawrence Weingarten                               | Lawrence Weingarten                                             |
| 1959  | Comédie                                           | Réalisateur(s)                                    | Producteur(s)                                     | Film musical                                      | Réalisateur(s)                                    | Producteur(s)                                                   |
| 1959  | Ma tante                                          | Morton DaCosta                                    | Morton DaCosta                                    | Gigi                                              | Vincente Minnelli                                 | Arthur Freed                                                    |
| 1959  | L'Adorable Voisine                                | Richard Quine                                     | Julian Blaustein                                  | Les Aventures de Tom Pouce                        | George Pal                                        | George Pal                                                      |
| 1959  | Indiscret                                         | Stanley Donen                                     | Norman Krasna                                     | Cette satanée Lola                                | George Abbott, Stanley Donen                      | George Abbott, Stanley Donen, Robert E. Griffith, Harold Prince |
| 1959  | Moi et le colonel                                 | Peter Glenville                                   | William Goetz                                     | Cette satanée Lola                                | George Abbott, Stanley Donen                      | George Abbott, Stanley Donen, Robert E. Griffith, Harold Prince |
| 1959  | Vacances à Paris                                  | Blake Edwards                                     | Robert Arthur                                     | Pacifique sud                                     | Joshua Logan                                      | Buddy Adler                                                     |

### Années 1960
| Année | Comédie                                                    | Réalisateur(s)                                             | Producteur(s)                                               | Film musical                    | Réalisateur(s)                                                                        | Producteur(s)                                                                         |
| ----- | ---------------------------------------------------------- | ---------------------------------------------------------- | ----------------------------------------------------------- | ------------------------------- | ------------------------------------------------------------------------------------- | ------------------------------------------------------------------------------------- |
| 1960  | Certains l'aiment chaud                                    | Billy Wilder                                               | Billy Wilder                                                | Porgy and Bess                  | Otto Preminger                                                                        | Samuel Goldwyn                                                                        |
| 1960  | Confidences sur l'oreiller                                 | Michael Gordon                                             | Ross Hunter, Martin Melcher                                 | Les Déchaînés                   | Raoul Walsh                                                                           | David Weisbart                                                                        |
| 1960  | Opération Jupons                                           | Blake Edwards                                              | Robert Arthur                                               | L'habit ne fait pas le moine    | Frank Tashlin                                                                         | Frank Tashlin                                                                         |
| 1960  | Qui était donc cette dame ?                                | George Sidney                                              | Norman Krasna                                               | Li'l Abner                      | Melvin Frank                                                                          | Norman Panama                                                                         |
| 1960  | La Vie à belles dents                                      | Walter Lang                                                | William Perlberg, George Seaton                             | Millionnaire de cinq sous       | Melville Shavelson                                                                    | Jack Rose                                                                             |
| 1961  | La Garçonnière                                             | Billy Wilder                                               | Billy Wilder                                                | Le Bal des adieux               | George Cukor, Charles Vidor                                                           | William Goetz                                                                         |
| 1961  | Ailleurs l'herbe est plus verte                            | Stanley Donen                                              | Stanley Donen, James H. Ware                                | Can-Can                         | Walter Lang                                                                           | Saul Chaplin, Jack Cummings                                                           |
| 1961  | C'est arrivé à Naples                                      | Melville Shavelson                                         | Jack Rose                                                   | Le Milliardaire                 | George Cukor                                                                          | Jerry Wald                                                                            |
| 1961  | Notre agent à la Havane                                    | Carol Reed                                                 | Carol Reed                                                  | Pepe                            | George Sidney                                                                         | George Sidney                                                                         |
| 1961  | Voulez-vous pêcher avec moi ?                              | Melvin Frank, Norman Panama                                | Melvin Frank, Norman Panama                                 | Un numéro du tonnerre           | Vincente Minnelli                                                                     | Arthur Freed                                                                          |
| 1962  | Le Gentleman en kimono                                     | Mervyn LeRoy                                               | Mervyn LeRoy                                                | West Side Story                 | Jerome Robbins, Robert Wise                                                           | Robert Wise                                                                           |
| 1962  | Diamants sur canapé                                        | Blake Edwards                                              | Martin Jurow, Richard Shepherd                              | Au rythme des tambours fleuris  | Henry Koster                                                                          | Ross Hunter                                                                           |
| 1962  | La Fiancée de papa                                         | David Swift                                                | Walt Disney, George Golitzen                                | Le Pays des jouets              | Jack Donohue                                                                          | Walt Disney                                                                           |
| 1962  | Milliardaire pour un jour                                  | Frank Capra                                                | Frank Capra                                                 |                                 |                                                                                       |                                                                                       |
| 1962  | Un, deux, trois                                            | Billy Wilder                                               | Billy Wilder                                                |                                 |                                                                                       |                                                                                       |
| 1963  | Un soupçon de vison                                        | Delbert Mann                                               | Robert Arthur, Martin Melcher, Edward Muhl, Stanley Shapiro | The Music Man                   | Morton DaCosta                                                                        | Morton DaCosta                                                                        |
| 1963  | L'École des jeunes mariés                                  | George Roy Hill                                            | Lawrence Weingarten                                         | Les Amours enchantées           | Henry Levin, George Pal                                                               | George Pal                                                                            |
| 1963  | Garçonnière pour quatre                                    | Michael Gordon                                             | Martin Ransohoff                                            | Des filles... encore des filles | Norman Taurog                                                                         | Hal B. Wallis                                                                         |
| 1963  | Le Meilleur ennemi                                         | Guy Hamilton                                               | Dino De Laurentiis                                          | Gypsy, Vénus de Broadway        | Mervyn LeRoy                                                                          | Mervyn LeRoy                                                                          |
| 1963  | Un mari en laisse                                          | Henry Levin                                                | Ross Hunter                                                 | La Plus Belle Fille du monde    | Charles Walters                                                                       | Martin Melcher, Joe Pasternak                                                         |
| 1964  | Film                                                       | Film                                                       | Réalisateur(s)                                              | Réalisateur(s)                  | Producteur(s)                                                                         | Producteur(s)                                                                         |
| 1964  | Tom Jones                                                  | Tom Jones                                                  | Tony Richardson                                             | Tony Richardson                 | Michael Balcon, Michael Holden, Oscar Lewenstein, Tony Richardson                     | Michael Balcon, Michael Holden, Oscar Lewenstein, Tony Richardson                     |
| 1964  | Les Astuces de la veuve                                    | Les Astuces de la veuve                                    | George Sidney                                               | George Sidney                   | Joe Pasternak                                                                         | Joe Pasternak                                                                         |
| 1964  | Bye Bye Birdie                                             | Bye Bye Birdie                                             | George Sidney                                               | George Sidney                   | Irving Brecher, Michael Stewart                                                       | Irving Brecher, Michael Stewart                                                       |
| 1964  | Irma la Douce                                              | Irma la Douce                                              | Billy Wilder                                                | Billy Wilder                    | Edward L. Alperson, I. A. L. Diamond, Doane Harrison, Alexandre Trauner, Billy Wilder | Edward L. Alperson, I. A. L. Diamond, Doane Harrison, Alexandre Trauner, Billy Wilder |
| 1964  | Oui ou non avant le mariage ?                              | Oui ou non avant le mariage ?                              | David Swift                                                 | David Swift                     | David Swift                                                                           | David Swift                                                                           |
| 1964  | Un monde fou, fou, fou, fou                                | Un monde fou, fou, fou, fou                                | Stanley Kramer                                              | Stanley Kramer                  | Stanley Kramer                                                                        | Stanley Kramer                                                                        |
| 1965  | My Fair Lady                                               | My Fair Lady                                               | George Cukor                                                | George Cukor                    | Jack Warner                                                                           | Jack Warner                                                                           |
| 1965  | Deux Copines, un séducteur                                 | Deux Copines, un séducteur                                 | Charles Walters                                             | Charles Walters                 | Lawrence Weingarten                                                                   | Lawrence Weingarten                                                                   |
| 1965  | Grand méchant loup appelle                                 | Grand méchant loup appelle                                 | Ralph Nelson                                                | Ralph Nelson                    | Robert Arthur                                                                         | Robert Arthur                                                                         |
| 1965  | Mary Poppins                                               | Mary Poppins                                               | Robert Stevenson                                            | Robert Stevenson                | Walt Disney, Bill Walsh                                                               | Walt Disney, Bill Walsh                                                               |
| 1965  | La Reine du Colorado                                       | La Reine du Colorado                                       | George Roy Hill                                             | George Roy Hill                 | Jerome Hellman                                                                        | Jerome Hellman                                                                        |
| 1966  | La Mélodie du bonheur                                      | La Mélodie du bonheur                                      | Robert Wise                                                 | Robert Wise                     | Robert Wise                                                                           | Robert Wise                                                                           |
| 1966  | Cat Ballou                                                 | Cat Ballou                                                 | Elliot Silverstein                                          | Elliot Silverstein              | Walter Newman                                                                         | Walter Newman                                                                         |
| 1966  | Ces merveilleux fous volants dans leurs drôles de machines | Ces merveilleux fous volants dans leurs drôles de machines | Ken Annakin                                                 | Ken Annakin                     | Stan Margulies                                                                        | Stan Margulies                                                                        |
| 1966  | Des clowns par milliers                                    | Des clowns par milliers                                    | Fred Coe                                                    | Fred Coe                        | Fred Coe                                                                              | Fred Coe                                                                              |
| 1966  | La Grande Course autour du monde                           | La Grande Course autour du monde                           | Blake Edwards                                               | Blake Edwards                   | Martin Jurow                                                                          | Martin Jurow                                                                          |
| 1967  | Les Russes arrivent                                        | Les Russes arrivent                                        | Norman Jewison                                              | Norman Jewison                  | Norman Jewison                                                                        | Norman Jewison                                                                        |
| 1967  | Big Boy                                                    | Big Boy                                                    | Francis Ford Coppola                                        | Francis Ford Coppola            | Phil Feldman                                                                          | Phil Feldman                                                                          |
| 1967  | Deux Minets pour Juliette !                                | Deux Minets pour Juliette !                                | Norman Panama                                               | Norman Panama                   | Norman Panama                                                                         | Norman Panama                                                                         |
| 1967  | Le Forum en folie                                          | Le Forum en folie                                          | Richard Lester                                              | Richard Lester                  | Melvin Frank                                                                          | Melvin Frank                                                                          |
| 1967  | Un hold-up extraordinaire                                  | Un hold-up extraordinaire                                  | Ronald Neame                                                | Ronald Neame                    | Leo L. Fuchs                                                                          | Leo L. Fuchs                                                                          |
| 1968  | Le Lauréat                                                 | Le Lauréat                                                 | Mike Nichols                                                | Mike Nichols                    | Joseph E. Levine, Lawrence Turman                                                     | Joseph E. Levine, Lawrence Turman                                                     |
| 1968  | Camelot                                                    | Camelot                                                    | Joshua Logan                                                | Joshua Logan                    | Jack Warner                                                                           | Jack Warner                                                                           |
| 1968  | L'Extravagant Docteur Dolittle                             | L'Extravagant Docteur Dolittle                             | Richard Fleischer                                           | Richard Fleischer               | Arthur P. Jacobs                                                                      | Arthur P. Jacobs                                                                      |
| 1968  | La Mégère apprivoisée                                      | La Mégère apprivoisée                                      | Franco Zeffirelli                                           | Franco Zeffirelli               | Richard McWhorter, Elizabeth Taylor                                                   | Richard McWhorter, Elizabeth Taylor                                                   |
| 1968  | Millie                                                     | Millie                                                     | George Roy Hill                                             | George Roy Hill                 | Ross Hunter                                                                           | Ross Hunter                                                                           |
| 1969  | Oliver !                                                   | Oliver !                                                   | Carol Reed                                                  | Carol Reed                      | John Woolf                                                                            | John Woolf                                                                            |
| 1969  | Drôle de couple                                            | Drôle de couple                                            | Gene Saks                                                   | Gene Saks                       | Howard W. Koch                                                                        | Howard W. Koch                                                                        |
| 1969  | Funny Girl                                                 | Funny Girl                                                 | William Wyler                                               | William Wyler                   | Ray Stark                                                                             | Ray Stark                                                                             |
| 1969  | Les Tiens, les Miens, le Nôtre                             | Les Tiens, les Miens, le Nôtre                             | Melville Shavelson                                          | Melville Shavelson              | Robert F. Blumofe                                                                     | Robert F. Blumofe                                                                     |
| 1969  | La Vallée du bonheur                                       | La Vallée du bonheur                                       | Francis Ford Coppola                                        | Francis Ford Coppola            | Joseph Landon                                                                         | Joseph Landon                                                                         |

### Années 1970
| Année | Film                                              | Réalisateur(s)            | Producteur(s)                                    |
| ----- | ------------------------------------------------- | ------------------------- | ------------------------------------------------ |
| 1970  | Le Secret de Santa Vittoria                       | Stanley Kramer            | George Glass, Stanley Kramer                     |
| 1970  | Fleur de cactus                                   | Gene Saks                 | M. J. Frankovich                                 |
| 1970  | Goodbye Columbus                                  | Larry Peerce              | Stanley R. Jaffe                                 |
| 1970  | Hello, Dolly !                                    | Gene Kelly                | Ernest Lehman                                    |
| 1970  | La Kermesse de l'Ouest                            | Joshua Logan              | Alan Jay Lerner                                  |
| 1971  | MASH                                              | Robert Altman             | Ingo Preminger                                   |
| 1971  | Darling Lili                                      | Blake Edwards             | Blake Edwards                                    |
| 1971  | Journal intime d'une femme mariée                 | Frank Perry               | Frank Perry                                      |
| 1971  | Lune de miel aux orties                           | Cy Howard                 | David Susskind                                   |
| 1971  | Scrooge                                           | Ronald Neame              | Robert H. Solo                                   |
| 1972  | Un violon sur le toit                             | Norman Jewison            | Norman Jewison                                   |
| 1972  | Kotch le papy sitter                              | Jack Lemmon               | Richard Carter                                   |
| 1972  | Plaza Suite                                       | Arthur Hiller             | Howard W. Koch                                   |
| 1972  | The Boy Friend                                    | Ken Russell               | Harry Benn, Ken Russell                          |
| 1972  | Un nouveau départ                                 | Elaine May                | Hillard Elkins                                   |
| 1973  | Cabaret                                           | Bob Fosse                 | Cy Feuer                                         |
| 1973  | 1776                                              | Peter H. Hunt             | Jack Warner                                      |
| 1973  | Avanti!                                           | Billy Wilder              | Billy Wilder                                     |
| 1973  | Libres sont les papillons                         | Milton Katselas           | M. J. Frankovich                                 |
| 1973  | Voyages avec ma tante                             | George Cukor              | James Cresson, Robert Fryer                      |
| 1974  | American Graffiti                                 | George Lucas              | Francis Ford Coppola, Gary Kurtz                 |
| 1974  | La Barbe à papa                                   | Peter Bogdanovich         | Peter Bogdanovich, Frank Marshall                |
| 1974  | Jesus Christ Superstar                            | Norman Jewison            | Norman Jewison, Patrick Palmer, Robert Stigwood  |
| 1974  | Tom Sawyer                                        | Don Taylor                | Frank Capra, Jr., Arthur P. Jacobs               |
| 1974  | Une maîtresse dans les bras, une femme sur le dos | Melvin Frank              | Melvin Frank                                     |
| 1975  | Plein la gueule                                   | Robert Aldrich            | Albert S. Ruddy                                  |
| 1975  | Harry et Tonto                                    | Paul Mazursky             | Paul Mazursky                                    |
| 1975  | Le Petit Prince                                   | Stanley Donen             | Stanley Donen                                    |
| 1975  | Spéciale Première                                 | Billy Wilder              | Paul Monash                                      |
| 1975  | Les Trois Mousquetaires                           | Richard Lester            | Alexander Salkind, Ilya Salkind, Pierre Spengler |
| 1976  | Ennemis comme avant                               | Herbert Ross              | Ray Stark                                        |
| 1976  | Funny Lady                                        | Herbert Ross              | Ray Stark                                        |
| 1976  | Le Retour de la Panthère rose                     | Blake Edwards             | Blake Edwards                                    |
| 1976  | Shampoo                                           | Hal Ashby                 | Warren Beatty                                    |
| 1976  | Tommy                                             | Ken Russell               | Ken Russell, Robert Stigwood                     |
| 1977  | Une étoile est née                                | Frank Pierson             | Jon Peters                                       |
| 1977  | La Dernière Folie de Mel Brooks                   | Mel Brooks                | Michael Hertzberg                                |
| 1977  | Du rififi chez les mômes                          | Alan Parker               | Alan Marshall                                    |
| 1977  | Quand la panthère rose s'emmêle                   | Blake Edwards             | Blake Edwards                                    |
| 1977  | The Ritz                                          | Richard Lester            | Denis O'Dell                                     |
| 1978  | Adieu, je reste                                   | Herbert Ross              | Ray Stark                                        |
| 1978  | Annie Hall                                        | Woody Allen               | Charles H. Joffe                                 |
| 1978  | La Fièvre du samedi soir                          | John Badham               | Robert Stigwood                                  |
| 1978  | Le Grand Frisson                                  | Mel Brooks                | Mel Brooks                                       |
| 1978  | New York, New York                                | Martin Scorsese           | Robert Chartoff, Irwin Winkler                   |
| 1979  | Le ciel peut attendre                             | Warren Beatty, Buck Henry | Warren Beatty                                    |
| 1979  | California Hôtel                                  | Herbert Ross              | Ray Stark                                        |
| 1979  | Drôle d'embrouille                                | Colin Higgins             | Edward K. Milkins, Thomas L. Miller              |
| 1979  | Folie Folie                                       | Stanley Donen             | Stanley Donen                                    |
| 1979  | Grease                                            | Randal Kleiser            | Allan Carr, Robert Stigwood                      |

### Années 1980
| Année | Film                              | Réalisateur(s)                           | Producteur(s)                                               |
| ----- | --------------------------------- | ---------------------------------------- | ----------------------------------------------------------- |
| 1980  | La Bande des quatre               | Peter Yates                              | Steve Tesich                                                |
| 1980  | Bienvenue, mister Chance          | Hal Ashby                                | Andrew Braunsberg                                           |
| 1980  | Elle                              | Blake Edwards                            | Tony Adams, Blake Edwards                                   |
| 1980  | Hair                              | Miloš Forman                             | Michael Butler, Lester Persky                               |
| 1980  | The Rose                          | Mark Rydell                              | Anthony Ray, Aaron Russo, Marvin Worth                      |
| 1981  | Nashville Lady                    | Michael Apted                            | Bernard Schwartz                                            |
| 1981  | Fame                              | Alan Parker                              | David De Silva, Alan Marshall                               |
| 1981  | Melvin and Howard                 | Jonathan Demme                           | Art Linson, Don Phillips                                    |
| 1981  | Le Temps du rock'n'roll           | Taylor Hackford                          | Gene Kirkwood, Howard W. Koch Jr.                           |
| 1981  | Y a-t-il un pilote dans l'avion ? | Jim Abrahams, David Zucker, Jerry Zucker | Jon Davison, Howard W. Koch                                 |
| 1982  | Arthur                            | Steve Gordon                             | Steve Gordon                                                |
| 1982  | Chicanos Story                    | Luis Valdez                              | Peter Burrell                                               |
| 1982  | Les Quatre saisons                | Alan Alda                                | Martin Bregman                                              |
| 1982  | S.O.B.                            | Blake Edwards                            | Tony Adams, Blake Edwards                                   |
| 1982  | Tout l'or du ciel                 | Herbert Ross                             | Nora Kaye, Rick McCallum, Herbert Ross                      |
| 1983  | Tootsie                           | Sydney Pollack                           | Sydney Pollack, Dick Richards                               |
| 1983  | La Cage aux poules                | Colin Higgins                            | Robert L. Boyett, Colin Higgins                             |
| 1983  | Diner                             | Barry Levinson                           | Jerry Weintraub                                             |
| 1983  | Où est passée mon idole ?         | Richard Benjamin                         | Michael Gruskoff                                            |
| 1983  | Victor Victoria                   | Blake Edwards                            | Tony Adams, Blake Edwards                                   |
| 1984  | Yentl                             | Barbra Streisand                         | Larry DeWaay, Rusty Lemorande, Barbra Streisand             |
| 1984  | Les Copains d'abord               | Lawrence Kasdan                          | Michael Shamberg                                            |
| 1984  | Flashdance                        | Adrian Lyne                              | Jerry Bruckheimer & Don Simpson                             |
| 1984  | Un fauteuil pour deux             | John Landis                              | George Folsey Jr., Aaron Russo, Irwin Russo, Sam Williams   |
| 1984  | Zelig                             | Woody Allen                              | Robert Greenhut                                             |
| 1985  | À la poursuite du diamant vert    | Robert Zemeckis                          | Michael Douglas                                             |
| 1985  | Le Flic de Beverly Hills          | Martin Brest                             | Jerry Bruckheimer, Don Simpson                              |
| 1985  | Micki et Maude                    | Blake Edwards                            | Tony Adams, Lou Antonio, Trish Caroselli, Jonathan D. Krane |
| 1985  | SOS Fantômes                      | Ivan Reitman                             | Bernie Brillstein, Ivan Reitman                             |
| 1985  | Splash                            | Ron Howard                               | Brian Grazer                                                |
| 1986  | L'Honneur des Prizzi              | John Huston                              | John Foreman                                                |
| 1986  | Chorus Line                       | Richard Attenborough                     | Cy Feuer                                                    |
| 1986  | Cocoon                            | Ron Howard                               | David Brown, Richard D. Zanuck                              |
| 1986  | Retour vers le futur              | Robert Zemeckis                          | Neil Canton, Bob Gale                                       |
| 1986  | La Rose pourpre du Caire          | Woody Allen                              | Robert Greenhut                                             |
| 1987  | Hannah et ses sœurs               | Woody Allen                              | Robert Greenhut                                             |
| 1987  | Le Clochard de Beverly Hills      | Paul Mazursky                            | Pato Guzman, Paul Mazursky                                  |
| 1987  | Crimes du cœur                    | Bruce Beresford                          | Freddie Fields                                              |
| 1987  | Crocodile Dundee                  | Peter Faiman                             | John Cornell                                                |
| 1987  | Peggy Sue s'est mariée            | Francis Ford Coppola                     | Paul R. Gurian                                              |
| 1987  | La Petite Boutique des horreurs   | Frank Oz                                 | David Geffen                                                |
| 1988  | Hope and Glory                    | John Boorman                             | John Boorman, Michael Dryhurst                              |
| 1988  | Baby Boom                         | Charles Shyer                            | Bruce A. Block, Nancy Meyers                                |
| 1988  | Broadcast News                    | James L. Brooks                          | James L. Brooks                                             |
| 1988  | Dirty Dancing                     | Emile Ardolino                           | Linda Gottlieb                                              |
| 1988  | Éclair de lune                    | Norman Jewison                           | Norman Jewison                                              |
| 1989  | Working Girl                      | Mike Nichols                             | Douglas Wick                                                |
| 1989  | Big                               | Penny Marshall                           | James L. Brooks, Robert Greenhut                            |
| 1989  | Midnight Run                      | Martin Brest                             | Martin Brest                                                |
| 1989  | Qui veut la peau de Roger Rabbit  | Robert Zemeckis                          | Frank Marshall, Robert Watts                                |
| 1989  | Un poisson nommé Wanda            | Charles Crichton                         | Michael Shamberg                                            |

### Années 1990
| Année | Film                                       | Réalisateur(s)                 | Producteur(s)                                                                               |
| ----- | ------------------------------------------ | ------------------------------ | ------------------------------------------------------------------------------------------- |
| 1990  | Miss Daisy et son chauffeur                | Bruce Beresford                | Lili Zanuck, Richard D. Zanuck                                                              |
| 1990  | La Guerre des Rose                         | Danny DeVito                   | James L. Brooks, Arnon Milchan                                                              |
| 1990  | La Petite Sirène                           | Ron Clements, John Musker      | Howard Ashman, John Musker                                                                  |
| 1990  | Quand Harry rencontre Sally                | Rob Reiner                     | Rob Reiner, Andrew Scheinman                                                                |
| 1990  | Shirley Valentine                          | Lewis Gilbert                  | Lewis Gilbert                                                                               |
| 1991  | Green Card                                 | Peter Weir                     | Peter Weir                                                                                  |
| 1991  | Dick Tracy                                 | Warren Beatty                  | Warren Beatty                                                                               |
| 1991  | Ghost                                      | Jerry Zucker                   | Steven-Charles Jaffe, Lauren Ray, Bruce Joel Rubin                                          |
| 1991  | Maman, j'ai raté l'avion !                 | Chris Columbus                 | John Hughes                                                                                 |
| 1991  | Pretty Woman                               | Garry Marshall                 | Laura Ziskin                                                                                |
| 1992  | La Belle et la Bête                        | Gary Trousdale, Kirk Wise      | Don Hahn                                                                                    |
| 1992  | Beignets de tomates vertes                 | Jon Avnet                      | Jon Avnet, Norman Lear                                                                      |
| 1992  | Les Commitments                            | Alan Parker                    | Lynda Myles, Roger Randall-Cutler                                                           |
| 1992  | The Fisher King : Le Roi pêcheur           | Terry Gilliam                  | Debra Hill, Tony Mark, Lynda Obst                                                           |
| 1992  | La Vie, l'Amour, les Vaches                | Ron Underwood                  | Billy Crystal, Irby Smith                                                                   |
| 1993  | The Player                                 | Robert Altman                  | David Brown, Michael Tolkin, Nick Wechsler                                                  |
| 1993  | Aladdin                                    | Ron Clements, John Musker      | Ron Clements, John Musker                                                                   |
| 1993  | Avril enchanté                             | Mike Newell                    | Matthew Hamilton, Simon Relph, Ann Scott, Mark Shivas                                       |
| 1993  | Lune de miel à Las Vegas                   | Andrew Bergman                 | Mike Lobell                                                                                 |
| 1993  | Sister Act                                 | Emile Ardolino                 | Scott Rudin, Teri Schwartz                                                                  |
| 1994  | Madame Doubtfire                           | Chris Columbus                 | Marsha Garces, Robin Williams, Mark Radcliffe                                               |
| 1994  | Ballroom Dancing                           | Baz Luhrmann                   | Antoinette Albert, Tristram Miall                                                           |
| 1994  | Beaucoup de bruit pour rien                | Kenneth Branagh                | Kenneth Branagh, Stephen Evans, David Parfitt                                               |
| 1994  | Nuits blanches à Seattle                   | Nora Ephron                    | Gary Foster                                                                                 |
| 1994  | Président d'un jour                        | Ivan Reitman                   | Ivan Reitman, Lauren Shuler Donner                                                          |
| 1995  | Le Roi lion                                | Roger Allers, Rob Minkoff      | Don Hahn                                                                                    |
| 1995  | Ed Wood                                    | Tim Burton                     | Tim Burton, Denise Di Novi                                                                  |
| 1995  | Priscilla, folle du désert                 | Stephan Elliott                | Al Clark, Michael Hamlyn                                                                    |
| 1995  | Prêt-à-porter                              | Robert Altman                  | Robert Altman, Scott Bushnell                                                               |
| 1995  | Quatre Mariages et un enterrement          | Mike Newell                    | Duncan Kenworthy                                                                            |
| 1996  | Babe, le cochon devenu berger              | Chris Noonan                   | Catherine Barber, Philip Hearnshaw, Bill Miller, George Miller, Doug Mitchell, Daphne Paris |
| 1996  | Get Shorty                                 | Barry Sonnenfeld               | Danny DeVito, Michael Shamberg, Stacey Sher                                                 |
| 1996  | Le Président et Miss Wade                  | Rob Reiner                     | Barbara Maltby, Charles Newirth, Rob Reiner, Jeffrey Stott                                  |
| 1996  | Sabrina                                    | Sydney Pollack                 | Sydney Pollack, Scott Rudin                                                                 |
| 1996  | Toy Story                                  | John Lasseter                  | Bonnie Arnold, Ralph Guggenheim                                                             |
| 1997  | Evita                                      | Alan Parker                    | Alan Parker, Robert Stigwood                                                                |
| 1997  | Birdcage                                   | Mike Nichols                   | Marcello Danon, Michele Imperato, Neal Machlis, Mike Nichols                                |
| 1997  | Fargo                                      | Joel Coen                      | Ethan Coen                                                                                  |
| 1997  | Jerry Maguire                              | Cameron Crowe                  | James L. Brooks, Cameron Crowe, Laurence Mark, Richard Sakai                                |
| 1997  | Tout le monde dit I love you               | Woody Allen                    | Robert Greenhut                                                                             |
| 1998  | Pour le pire et pour le meilleur           | James L. Brooks                | James L. Brooks, Bridget Johnson, Kristi Zea                                                |
| 1998  | The Full Monty - Le Grand Jeu              | Peter Cattaneo                 | Uberto Pasolini                                                                             |
| 1998  | Men in Black                               | Barry Sonnenfeld               | Laurie MacDonald, Walter F. Parkes, Steven Spielberg                                        |
| 1998  | Le Mariage de mon meilleur ami             | Paul John Hogan                | Jerry Zucker, Ronald Bass, Gil Netter, Patricia Whitcher                                    |
| 1998  | Des hommes d'influence                     | Barry Levinson                 | Barry Levinson, Robert De Niro                                                              |
| 1999  | Shakespeare in Love                        | John Madden                    | Donna Gigliotti, Marc Norman, David Parfitt, Harvey Weinstein, Edward Zwick                 |
| 1999  | Bulworth                                   | Warren Beatty                  | Warren Beatty, Pieter Jan Brugge                                                            |
| 1999  | Le Masque de Zorro                         | Martin Campbell                | Doug Claybourne, David Foster                                                               |
| 1999  | Docteur Patch                              | Tom Shadyac                    | Mike Farrell, Barry Kemp, Marvin Minoff, Charles Newirth                                    |
| 1999  | Still Crazy : De retour pour mettre le feu | Brian Gibson                   | Amanda Marmot                                                                               |
| 1999  | Mary à tout prix                           | Bobby Farrelly, Peter Farrelly | Frank Beddor, Michael Steinberg, Bradley Thomas, Charles B. Wessler                         |

### Années 2000
| Année | Film                                                 | Réalisateur(s)                 | Producteur(s)                                                                                    |
| ----- | ---------------------------------------------------- | ------------------------------ | ------------------------------------------------------------------------------------------------ |
| 2000  | Toy Story 2                                          | John Lasseter                  | Karen Robert Jackson, Helene Plotkin                                                             |
| 2000  | Coup de foudre à Notting Hill                        | Roger Michell                  | Duncan Kenworthy                                                                                 |
| 2000  | Dans la peau de John Malkovich                       | Spike Jonze                    | Steve Golin, Vincent Landay, Sandy Stern, Michael Stipe                                          |
| 2000  | Mafia Blues                                          | Harold Ramis                   | Jane Rosenthal, Paula Weinstein                                                                  |
| 2000  | Man on the Moon                                      | Miloš Forman                   | Danny DeVito                                                                                     |
| 2001  | Presque célèbre                                      | Cameron Crowe                  | Ian Bryce, Cameron Crowe                                                                         |
| 2001  | Bêtes de scène                                       | Christopher Guest              | Gordon Mark, Karen Murphy                                                                        |
| 2001  | Chicken Run                                          | Peter Lord, Nick Park          | Peter Lord, Nick Park, David Sproxton                                                            |
| 2001  | Le Chocolat                                          | Lasse Hallström                | Harvey Weinstein                                                                                 |
| 2001  | O'Brother                                            | Joel Coen                      | Tim Bevan, Ethan Coen, Eric Fellner                                                              |
| 2002  | Moulin Rouge                                         | Baz Luhrmann                   | Fred Baron, Martin Brown, Baz Luhrmann                                                           |
| 2002  | Gosford Park                                         | Robert Altman                  | Robert Altman, Bob Balaban, David Levy                                                           |
| 2002  | Le Journal de Bridget Jones                          | Sharon Maguire                 | Tim Bevan, Jonathan Cavendish, Eric Fellner                                                      |
| 2002  | La Revanche d'une blonde                             | Robert Luketic                 | Ric Kidney, Marc E. Platt                                                                        |
| 2002  | Shrek                                                | Andrew Adamson, Vicky Jenson   | Jeffrey Katzenberg, Aron Warner, John H. Williams                                                |
| 2003  | Chicago                                              | Rob Marshall                   | Meryl Poster, Martin Richards, Robert Weinstein, Harvey Weinstein, Craig Zadan                   |
| 2003  | Adaptation                                           | Spike Jonze                    | Jonathan Demme, Vincent Landay, Edward Saxon                                                     |
| 2003  | Mariage à la grecque                                 | Joel Zwick                     | Gary Goetzman, Tom Hanks, Rita Wilson                                                            |
| 2003  | Nicholas Nickleby                                    | Douglas McGrath                | Simon Channing-Williams, John Hart, Jeffrey Sharp                                                |
| 2003  | Pour un garçon                                       | Chris Weitz, Paul Weitz        | Tim Bevan, Robert De Niro, Brad Epstein, Eric Fellner, Jane Rosenthal                            |
| 2004  | Lost in Translation                                  | Sofia Coppola                  | Sofia Coppola, Ross Katz                                                                         |
| 2004  | Big Fish                                             | Tim Burton                     | Bruce Cohen, Dan Jinks, Richard D. Zanuck                                                        |
| 2004  | Joue-la comme Beckham                                | Gurinder Chadha                | Gurinder Chadha, Deepak Nayar                                                                    |
| 2004  | Love Actually                                        | Richard Curtis                 | Tim Bevan, Eric Fellner, Duncan Kenworthy                                                        |
| 2004  | Le Monde de Nemo                                     | Andrew Stanton                 | Graham Walters                                                                                   |
| 2005  | Sideways                                             | Alexander Payne                | Michael London                                                                                   |
| 2005  | Eternal Sunshine of the Spotless Mind                | Michel Gondry                  | Anthony Bregman, Steve Golin                                                                     |
| 2005  | Le Fantôme de l'Opéra                                | Joel Schumacher                | Andrew Lloyd Webber                                                                              |
| 2005  | Les Indestructibles                                  | Brad Bird                      | John Walker                                                                                      |
| 2005  | Ray                                                  | Taylor Hackford                | Howard Baldwin, Karen Baldwin, Stuart Benjamin, Taylor Hackford                                  |
| 2006  | Walk the Line                                        | James Mangold                  | James Keach, Cathy Konrad                                                                        |
| 2006  | Les Berkman se séparent                              | Noah Baumbach                  | Wes Anderson                                                                                     |
| 2006  | Madame Henderson présente                            | Stephen Frears                 | Norma Heyman                                                                                     |
| 2006  | Orgueil et Préjugés                                  | Joe Wright                     | Tim Bevan, Eric Fellner, Paul Webster                                                            |
| 2006  | Les Producteurs                                      | Susan Stroman                  | Mel Brooks                                                                                       |
| 2007  | Dreamgirls                                           | Bill Condon                    | Laurence Mark                                                                                    |
| 2007  | Borat                                                | Larry Charles                  | Sacha Baron Cohen, Jay Roach                                                                     |
| 2007  | Le Diable s'habille en Prada                         | David Frankel                  | Wendy Finerman, Karen Rosenfelt                                                                  |
| 2007  | Little Miss Sunshine                                 | Jonathan Dayton, Valerie Faris | Albert Berger, David T. Friendly, Peter Saraf, Marc Turtletaub, Ron Yerxa                        |
| 2007  | Thank You for Smoking                                | Jason Reitman                  | Edward R. Pressman, David O. Sacks                                                               |
| 2008  | Sweeney Todd : Le Diabolique Barbier de Fleet Street | Tim Burton                     | John Logan, Laurie MacDonald, Walter F. Parkes, Richard D. Zanuck                                |
| 2008  | Across the Universe                                  | Julie Taymor                   | Charles Newirth, Jennifer Todd, Suzanne Todd                                                     |
| 2008  | La Guerre selon Charlie Wilson                       | Mike Nichols                   | Tom Hanks                                                                                        |
| 2008  | Hairspray                                            | Adam Shankman                  | Toby Emmerich, Neil Meron, Marc Shaiman, Adam Shankman, Robert Shaye, Scott Wittman, Craig Zadan |
| 2008  | Juno                                                 | Jason Reitman                  | Lianne Halfon, John Malkovich, Mason Novick, Russell Smith                                       |
| 2009  | Vicky Cristina Barcelona                             | Woody Allen                    | Letty Aronson, Jaume Roures, Stephen Tenenbaum, Gareth Wiley                                     |
| 2009  | Burn After Reading                                   | Joel et Ethan Coen             | Joel et Ethan Coen                                                                               |
| 2009  | Be Happy                                             | Mike Leigh                     | Simon Channing-Williams                                                                          |
| 2009  | Bons Baisers de Bruges                               | Martin McDonagh                | Graham Broadbent, Peter Czernin                                                                  |
| 2009  | Mamma Mia!                                           | Phyllida Lloyd                 | Benny Andersson, Judy Craymer, Tom Hanks, Phyllida Lloyd, Björn Ulvaeus, Rita Wilson             |

### Années 2010
| Année | Film                                  | Réalisateur(s)                   | Producteur(s) |
| ----- | ------------------------------------- | -------------------------------- | --- |
| 2010  | Very Bad Trip                         | Todd Phillips                    | Daniel Goldberg, Todd Phillips                                                                                      |
| 2010  | (500) jours ensemble                  | Marc Webb                        | Mason Novick, Jessica Tuchinsky, Mark Waters, Steven J. Wolfe                                                       |
| 2010  | Julie et Julia                        | Nora Ephron                      | Nora Ephron, Laurence Mark, Amy Robinson, Eric Steel                                                                |
| 2010  | Nine                                  | Rob Marshall                     | John DeLuca, Rob Marshall, Marc Platt, Harvey Weinstein, Maury Yeston                                               |
| 2010  | Pas si simple                         | Nancy Meyers                     | Nancy Meyers, Scott Rudin                                                                                           |
| 2011  | Tout va bien ! The Kids Are All Right | Lisa Cholodenko                  | Gary Gilbert, Jeff Levy-Hinte, Celine Rattray                                                                       |
| 2011  | Alice au pays des merveilles          | Tim Burton                       | Richard D. Zanuck, Joe Roth, Suzanne Todd, Jennifer Todd                                                            |
| 2011  | Burlesque                             | Steve Antin                      | Donald De Line |
| 2011  | Red                                   | Robert Schwentke                 | Lorenzo di Bonaventura, Mark Vahradian                                                                              |
| 2011  | The Tourist                           | Florian Henckel von Donnersmarck | Graham King, Timothy Headington, Roger Birnbaum, Gary Barber, Jonathan Glickman                                     |
| 2012  | The Artist                            | Michel Hazanavicius              | Thomas Langmann |
| 2012  | 50/50                                 | Jonathan Levine                  | Evan Goldberg, Ben Karlin, Seth Rogen                                                                               |
| 2012  | Mes meilleures amies                  | Paul Feig                        | Judd Apatow, Barry Mendel, Clayton Townsend                                                                         |
| 2012  | Minuit à Paris                        | Woody Allen                      | Letty Aronson, Jaume Roures, Stephen Tenenbaum                                                                      |
| 2012  | My Week with Marilyn                  | Simon Curtis                     | David Parfitt, Harvey Weinstein                                                                                     |
| 2013  | Les Misérables                        | Tom Hooper                       | Tim Bevan, Eric Fellner, Debra Hayward, Cameron Mackintosh                                                          |
| 2013  | Des saumons dans le désert            | Lasse Hallström                  | Paul Webster |
| 2013  | Happiness Therapy                     | David O. Russell                 | Bruce Cohen, Donna Gigliotti                                                                                        |
| 2013  | Indian Palace                         | John Madden                      | Graham Broadbent, Peter Czernin                                                                                     |
| 2013  | Moonrise Kingdom                      | Wes Anderson                     | Jeremy Dawson, Scott Rudin, Wes Anderson, Steven M. Rales                                                           |
| 2014  | American Bluff                        | David O. Russell                 | Charles Roven, Megan Ellison, Richard Suckle, Jonathan Gordon                                                       |
| 2014  | Her                                   | Spike Jonze                      | Megan Ellison, Spike Jonze, Vincent Landay                                                                          |
| 2014  | Inside Llewyn Davis                   | Joel et Ethan Coen               | Scott Rudin, Joel Coen, Ethan Coen                                                                                  |
| 2014  | Le Loup de Wall Street                | Martin Scorsese                  | Martin Scorsese, Leonardo DiCaprio, Riza Aziz, Emma Tillinger Koskoff, Joey McFarland                               |
| 2014  | Nebraska                              | Alexander Payne                  | Albert Berger, Ron Yerxa                                                                                            |
| 2015  | The Grand Budapest Hotel              | Wes Anderson                     | Wes Anderson, Jeremy Dawson, Steven Rales, Scott Rudin                                                              |
| 2015  | Birdman                               | Alejandro González Iñárritu      | Alejandro González Iñárritu, John Lesher, Arnon Milchan, James W. Skotchdopole                                      |
| 2015  | Into the Woods                        | Rob Marshall                     | Rob Marshall, John DeLuca, Marc Platt, Callum McDougall                                                             |
| 2015  | Pride                                 | Matthew Warchus                  | David Livingstone                                                                                                   |
| 2015  | St. Vincent                           | Theodore Melfi                   | Fred Roos, Jenno Topping, Peter Chernin, Theodore Melfi                                                             |
| 2016  | Seul sur Mars                         | Ridley Scott                     | Simon Kinberg, Ridley Scott, Michael Schaefer, Aditya Sood, Mark Huffam                                             |
| 2016  | Crazy Amy                             | Judd Apatow                      | Judd Apatow, Barry Mendel                                                                                           |
| 2016  | Joy                                   | David O. Russell                 | John Davis, Megan Ellison, Jonathan Gordon, Ken Mok, David O. Russell                                               |
| 2016  | Spy                                   | Paul Feig                        | Peter Chernin, Jenno Topping, Paul Feig, Jessie Henderson                                                           |
| 2016  | The Big Short : Le Casse du siècle    | Adam McKay                       | Brad Pitt, Dede Gardner, Jeremy Kleiner                                                                             |
| 2017  | La La Land                            | Damien Chazelle                  | Fred Berger, Gary Gilbert, Jordan Horowitz, Marc Platt                                                              |
| 2017  | 20th Century Women                    | Mike Mills                       | Anne Carey, Megan Ellison, Youree Henley                                                                            |
| 2017  | Deadpool                              | Tim Miller                       | Simon Kinberg, Ryan Reynolds, Lauren Shuler Donner                                                                  |
| 2017  | Florence Foster Jenkins               | Stephen Frears                   | Michael Kuhn, Tracey Seaward                                                                                        |
| 2017  | Sing Street                           | John Carney                      | Anthony Bregman, John Carney, Kevin Scott Frakes, Christian Grass, Martina Niland, Raj Brinder Singh, Paul Trijbits |
| 2018  | Lady Bird                             | Greta Gerwig                     | Scott Rudin, Evelyn O'Neil, Eli Bush                                                                                |
| 2018  | The Disaster Artist                   | James Franco                     | James Franco, Vince Jolivette, Seth Rogen, Evan Goldberg, James Weaver                                              |
| 2018  | Get Out                               | Jordan Peele                     | Jordan Peele, Jason Blum, Sean McKittrick, Edward H. Hamm Jr.                                                       |
| 2018  | The Greatest Showman                  | Michael Gracey                   | Laurence Mark, Peter Chernin, Jenno Topping                                                                         |
| 2018  | Moi, Tonya                            | Craig Gillespie                  | Margot Robbie, Tom Ackerley, Steven Rogers, Bryan Unkeless                                                          |
| 2019  | Green Book : Sur les routes du Sud    | Peter Farrelly                   | Jim Burke, Charles B. Wessler, Brian Hayes Currie, Peter Farrelly, Nick Vallelonga                                  |
| 2019  | Crazy Rich Asians                     | Jon Chu                          | Nina Jacobson, Brad Simpson, John Penotti                                                                           |
| 2019  | La Favorite                           | Yórgos Lánthimos                 | Ceci Dempsey, Ed Guiney, Lee Magiday, Yórgos Lánthimos                                                              |
| 2019  | Le Retour de Mary Poppins             | Rob Marshall                     | Rob Marshall, John DeLuca, Marc Platt                                                                               |
| 2019  | Vice                                  | Adam McKay                       | Brad Pitt, Dede Gardner, Jeremy Kleiner, Will Ferrell, Adam McKay, Kevin Messick                                    |

### Années 2020
| Année | Film                                        | Réalisateur(s)       | Producteur(s) |
| ----- | ------------------------------------------- | -------------------- | --- |
| 2020  | Once Upon a Time… in Hollywood              | Quentin Tarantino    | David Heyman, Shannon McIntosh, Quentin Tarantino                                                                                    |
| 2020  | À couteaux tirés                            | Rian Johnson         | Ram Bergman, Rian Johnson |
| 2020  | Dolemite Is My Name                         | Craig Brewer         | Eddie Murphy, John Davis, John Fox                                                                                                   |
| 2020  | Jojo Rabbit                                 | Taika Waititi        | Carthew Neal, Taika Waititi, Chelsea Winstanley                                                                                      |
| 2020  | Rocketman                                   | Dexter Fletcher      | Adam Bohling, David Furnish, David Reid, Matthew Vaughn                                                                              |
| 2021  | Borat, nouvelle mission filmée              | Jason Woliner        | Sacha Baron Cohen, Monica Levinson, Anthony Hines                                                                                    |
| 2021  | Hamilton                                    | Thomas Kail          | Thomas Kail, Lin-Manuel Miranda, Jeffrey Seller                                                                                      |
| 2021  | Music                                       | Sia                  | Sia, Vincent Landay |
| 2021  | Palm Springs                                | Max Barbakow         | Chris Parker, Andy Samberg, Akiva Schaffer, Dylan Sellers, Becky Sloviter, Jorma Taccone                                             |
| 2021  | The Prom                                    | Ryan Murphy          | Ryan Murphy, Alexis Martin Woodall, Adam Anders, Dori Berenstein, Bill Damaschke                                                     |
| 2022  | West Side Story                             | Steven Spielberg     | Steven Spielberg, Kristie Macosko Krieger, Kevin McCollum                                                                            |
| 2022  | Cyrano                                      | Joe Wright           | Tim Bevan, Eric Fellner, Guy Heeley                                                                                                  |
| 2022  | Don't Look Up : Déni cosmique               | Adam McKay           | Adam McKay, Kevin Messick |
| 2022  | Licorice Pizza                              | Paul Thomas Anderson | Sara Murphy, Adam Somner, Paul Thomas Anderson                                                                                       |
| 2022  | Tick, Tick... Boom!                         | Lin-Manuel Miranda   | Brian Grazer, Ron Howard, Julie Oh, Lin-Manuel Miranda                                                                               |
| 2023  | Les Banshees d'Inisherin                    | Martin McDonagh      | Graham Broadbent, Peter Czernin, Martin McDonagh                                                                                     |
| 2023  | Babylon                                     | Damien Chazelle      | Marc Platt, Matthew Plouffe, Olivia Hamilton                                                                                         |
| 2023  | Everything Everywhere All at Once           | The Daniels          | Anthony et Joe Russo, Mike Larocca, Daniels, Jonathan Wang                                                                           |
| 2023  | Glass Onion : Une histoire à couteaux tirés | Rian Johnson         | Ram Bergman, Rian Johnson |
| 2023  | Sans filtre                                 | Ruben Östlund        | Erik Hemmendorff, Philippe Bober |
| 2024  | Pauvres Créatures                           | Yórgos Lánthimos     | Emma Stone, Ed Guiney, Yórgos Lánthimos, Andrew Lowe                                                                                 |
| 2024  | Air                                         | Ben Affleck          | David Ellison, Jesse Sisgold, Jon Weinbach, Ben Affleck, Matt Damon, Madison Ainley, Jeff Robinov, Peter Guber, Jason Michael Berman |
| 2024  | Barbie                                      | Greta Gerwig         | Margot Robbie, Robbie Brenner, Tom Ackerley, David Heyman                                                                            |
| 2024  | Fiction à l'américaine                      | Cord Jefferson       | Ben LeClair, Nikos Karamigios, Cord Jefferson, Jermaine Johnson                                                                      |
| 2024  | May December                                | Todd Haynes          | Natalie Portman, Sophie Mas, Christine Vachon, Pamela Koffler, Grant S. Johnson, Tyler W. Konney, Jessica Elbaum, Will Ferrell       |
| 2024  | Winter Break                                | Alexander Payne      | Mark Johnson, Bill Block, David Hemingson                                                                                            |
| 2025  | Emilia Pérez                                | Jacques Audiard      | Jacques Audiard, Pascal Caucheteux, Valérie Schermann, Anthony Vaccarello                                                            |
| 2025  | A Real Pain                                 | Jesse Eisenberg      | Ewa Peszczyńska, Jennifer Semler, Jesse Eisenberg, Emma Stone, Ali Herting, Dave McCary                                              |
| 2025  | Anora                                       | Sean Baker           | Alex Coco, Samantha Quan, Sean Baker                                                                                                 |
| 2025  | Challengers                                 | Luca Guadagnino      | Amy Pascal, Luca Guadagnino, Zendaya, Rachel O’Connor                                                                                |
| 2025  | The Substance                               | Coralie Fargeat      | Coralie Fargeat, Tim Bevan, Eric Fellner                                                                                             |
| 2025  | Wicked                                      | Jon Chu              | Marc Platt, David Stone |

## Statistiques
- Dix films d'animation ont été nommés au Golden Globe du meilleur film musical ou de comédie, dont trois ont été lauréats :
  - La Petite Sirène en 1989 (perdant face à Miss Daisy et son chauffeur) ;
  - La Belle et la Bête en 1991 (lauréat) ;
  - Aladdin en 1992 (perdant face à The Player) ;
  - Le Roi lion en 1994 (lauréat) ;
  - Toy Story en 1995 (perdant face à Babe, le cochon devenu berger) ;
  - Toy Story 2 en 1999 (lauréat) ;
  - Chicken Run en 2000 (perdant face à Presque célèbre) ;
  - Shrek en 2001 (perdant face à Moulin Rouge) ;
  - Le Monde de Nemo en 2003 (perdant face à Lost in Translation) ;
  - Les Indestructibles en 2004 (perdant face à Sideways).
- Toy Story 2 et Borat, nouvelle mission filmée sont les seules suites à gagner la récompense sans que leur premier film ne la gagne.
- Les versions de 1961 et de 2021 de West Side Story sont les seuls films adaptés de la même source à gagner la récompense.
- En 2025, Emilia Pérez est le premier film non-anglophone à gagner la récompense.